# Leges Valeriae Horatiae
Die Leges Valeriae Horatiae sollen nach Quellenlage ein frührepublikanisches Gesetzesbündel der Konsuln Lucius Valerius Poplicola Potitus und Marcus Horatius Barbatus aus dem Jahr 449 v. Chr. gewesen sein. Die Vorschriften behandelten demnach staatsrechtliche Fragen. Bei kritischer Würdigung der Quellen verbleiben Zweifel teils zum Entstehungszeitpunkt, teils zu den Regelungsinhalten.
Die Gesetze folgten nach Auskunft von Livius den vielfach beschriebenen politischen Ereignissen der erfolgreichen zweiten secessio plebis auf den Aventin. Sie hatten die Annahme des Zwölftafelgesetzes zur Folge und sorgten für die Abschaffung des Decemvirats sowie die Wiederherstellung des Volkstribunats.

## Lex Valeria Horatia de plebiscitis
Die Reorganisation der Macht des Volkstribunats erfolgte im Wege des Erlasses der lex Valeria Horatia de plebiscitis. Nach Livius’ Ausführungen sollen die Bestimmungen den Tribunen ihre Handlungsgewalt (potestas tribunicia) garantiert haben.
Dazu sollen ihnen ihre Sakrosanktität erneuert und ihre Interzessionsrechte rechtswirksam erweitert worden sein. Verbesserungen soll das Gesetz für die Ausgestaltung der angestammten Selbsthilferechte der Tribunen mitgebracht haben, dies mit der Konsequenz, dass sie – über ihre Hilfs- und Gestaltungsrechte in eigenen Angelegenheiten hinaus – Abwehrrechte zuerkannt erhielten. Die Abwehrrechte sollen sich nicht auf Maßnahmen im Innenverhältnis der Tribunen beschränkt haben, vielmehr erlangten sie Bedeutung auch im Außenverhältnis gegenüber den Obermagistraten.
Die moderne Forschung hegt allerdings Zweifel an Livius’ Aussagen. Nach Auffassung Wolfgang Kunkels widerspricht sich nämlich Livius darin, dass er gleich drei Gesetzen der Zeit zwischen den beiden letzten Volksaufmärschen die Kompetenzschaffung für „verbindliche Plebiszite“ zuschreibt. Kunkel hält es für unglaubwürdig, dass im langen Zeitraum zwischen den XII Tafeln (450 v. Chr.) und der lex Hortensia (287 v. Chr.) drei gleichlautende Anordnungen dieser Art in die Welt gerufen worden seien. Er bezieht sich dabei noch auf eine weitere Regelung des Diktators Q. Publilius Philo (lex Publilius Philo) aus dem Jahr 339 v. Chr. Kunkel löst dahingehend auf, dass er die Zuordnung in das Jahr 449 v. Chr. für eine Erfindung des Valerius Antias hält. Bezüglich der zwischenzeitlichen philonischen Regelung mutmaßt er, dass Plebiszite dann verbindlichen Charakter gehabt haben könnten, wenn bei Antragstellung die notwendige Billigung durch den Senat vorlag (ex auctoritate senatus). In diesem Fall sei aber auf die patrizisch-sakrale Senatsautorität selbst abzustellen. Von der Zustimmung des Senats unabhängig, seien die Tribunen erst mit der lex Hortensia gewesen.

## Lex Valeria Horatia de provocatione
Mit der lex Valeria Horatia de provocatione erhielten alle römischen Bürger In einem zweiten Schritt ein Provokationsrecht, mithin das Recht gegen unvorteilhafte Entscheidungen Rechtsmittel einzulegen. Sie durften das Volk anrufen, um Beistand gegen den rechtsverletzenden Magistraten zu erhalten, was letztlich – nach anfänglich hartnäckigem Widerstand der Patrizier – nicht vor dem Ausnahmeamt des Diktators Halt machte.
Mit dieser Regelung erweiterte sich der Einfluss der plebs auf die politischen Geschehnisse. Hinsichtlich der sonstigen Regelungsinhalte sog die lex die frühere lex Valeria de provocatione in sich auf, und modifizierte in dem Punkt, dass das Verbot von Vorrechten (privilegia) erneuert wurde. Die Entstehung des Gesetzes ist ebenfalls unhistorisch, es ist denkbar, dass es nicht 449 v. Chr. sondern erst 300 v. Chr. promulgiert wurde. Kunkel hält nur das letztgenannte Datum für glaubhaft, das Jahr, in dem die Lex Ogulnia einen weiteren wichtigen Meilenstein für den Emanzipationsprozess der Plebejer schuf. Seiner Ansicht nach darf gleichwohl angenommen werden, dass die Provokation bereits vorher als Gewohnheitsrecht existierte und durchgriff. Die lex schränkte die Polizeigewalt (coercitio) der römischen Beamten ein.

## Lex Valeria Horatia de tribunicia potestate
Die lex Valeria Horatia de tribunicia potestate schließlich bestimmte, dass die Volksgesetze die gleiche Rechtskraft entfalten sollten wie Gesetze der Zenturiatkomitien, für und gegen jeden Römer. Damit verbunden war ein eigenes Antragsrecht. Zur Sanktionierung von Zuwiderhandlungen waren die Todesstrafe und der Vermögenseinzug bestimmt worden.
Mit dieser lex wurde die legislative Kompetenz des Concilium plebis gefestigt. Formell gleichwertig ausgestaltet, wurde sie neben die Gesetzesgewalt der Zenturiatkomitien gestellt. Die Befugnisse des Concilium waren allerdings insoweit verkürzt, als sie sich auf das eigene Standesrecht zu beschränken hatten und Privatrechtsgestaltungen nicht die Amtsgewalt anderer Beamter berühren durften.
Das Gesetz bedurfte zu seiner eigenen Wirksamkeit der patrum auctoritas und förmliche Bestätigung der Kuriatkomitien.

## Ältere Literatur
- Octavius Clason: Über das Wesen der Tribus und Tribusversammlungen der älteren Republik. Kritische Erörterung 1871. S. 71, 91, 108.
- Thomas Tophoff: De lege Valeria Horatia: prima Publilia, Hortensia. Paderborn 1851 (Original: Princeton University). Digitalisiert im Dezember 2008.
- Ludwig Lange: Römische Alterthümer, Band 1: Einleitung und der Staatsalterthümer erste Hälfte, Berlin 1856 Google (2. Aufl. 1863 Google); 3. Aufl. 1876 (Weidmannsche Buchhandlung, Berlin): S. 636–645.

## Neuere Literatur
- Kurt von Fritz: Leges sacratae and plebei scita, Schriften zur griechischen und römischen Verfassungsgeschichte und Verfassungstheorie. de Gruyter, Berlin u. a. 1976, ISBN 3-11-006567-3.
- Max Kaser: Das altrömische ius: Studien zur Rechtsvorstellung und Rechtsgeschichte der Römer. Vandenhoeck & Ruprecht, 1949.
- Wolfgang Kunkel mit Roland Wittmann: Staatsordnung und Staatspraxis der römischen Republik. Zweiter Abschnitt. Die Magistratur. München 1995, ISBN 3-406-33827-5 (von Wittmann vervollständigte Ausgabe des von Kunkel unvollendet nachgelassenen Werkes). S. 166 ff. (169); 608–611.